# ФК Јединство Бошњаце
ФК Јединство Бошњаце је фудбалски клуб из Бошњаца у општини Лебане, Србија и тренутно се такмичи у Зони Југ, четвртом такмичарском нивоу српског фудбала.

## Историјат
Основан је 1964. године. У сезони 2008/2009 први пут као шампион тадашње нишке зоне клуб је изборио играње у Српској лиги исток где се не задржава дуго и већ исте сезоне креће фудбалски крах и клуб за само 2 године испада 2 ранга ниже у окружну лигу. 2013.године доласком Драгана Миљковића и Небојше Стојановића који уз помоћ Срђана Јовића и локалне самоуправе прво успеју да стабилизују клуб и опстану у окружној лиги да би након тога кренуо нагли успон клуба. За само 3 године прескочена су 2 ранга такмичења. Јединство се враћа у Српску лигу исток треће по реду такмичење у Србији. 
Данас је Јединство најбољи спортски колектив општине Лебане и стабилан српсколигаш који 4 сезоне игра битну улогу у српској лиги исток. Највећи успех бележи се у сезони 2016/2017 када је екипа завршила на 4.позицији уз рекорд од 25.утакмица без пораза. Највећа победа у историји клуба забележена је 25.08. 2018.  Јединство на свом терену поразило највећи клуб на овим просторима Лесковачку Дубочицу са 6:0

## Новији резултати
| Сезона   | Ранг | Лига              | Позиција | ИГ | Д  | Н  | П  | ГД | ГП | ГР  | Бод | Куп                  |
| -------- | ---- | ----------------- | -------- | -- | -- | -- | -- | -- | -- | --- | --- | -------------------- |
| 2014/15. | 4    | Зона југ          | 1.       | 30 | 20 | 5  | 5  | 53 | 19 | +34 | 65  | Није се квалификовао |
| 2015/16. | 3    | Српска лига Исток | 12.      | 30 | 8  | 12 | 10 | 36 | 19 | +34 | 36  | Није се квалификовао |
| 2016/17. | 3    | Српска лига Исток | 4.       | 30 | 12 | 12 | 6  | 43 | 33 | +10 | 48  | Није се квалификовао |
| 2017/18. | 3    | Српска лига Исток | 8.       | 30 | 13 | 7  | 10 | 42 | 36 | +36 | 42  | Није се квалификовао |
| 2018/19. | 3    | Српска лига Исток | 7.       | 34 | 14 | 2  | 18 | 41 | 55 | -14 | 44  | Није се квалификовао |
| 2019/20. | 3    | Српска лига Исток | -        | -  | -  | -  | -  | -  | -  | -   | -   |                      |

## Тренутни састав
Од 31. јануара 2019.
| Бр. |        | Позиција | Играч                 |
| --- | ------ | -------- | --------------------- |
| 1   | Србија | Г        | Петар Мишић           |
| 2   | Србија | О        | Марко Станковић       |
| 4   | Србија | О        | Никола Грујић         |
| 5   | Србија | О        | Александар Миленковић |
| 6   | Србија | О        | Звонимир Станковић    |
| 18  | Србија | О        | Милан Костић          |
| 7   | Србија | О        | Игор Алексов          |
| 8   | Србија | С        | Никола Гроздановић    |
| 9   | Србија | О        | Бојан Митић           |
| 11  | Србија | С        | Никола Арсић          |

| Бр. |        | Позиција | Играч                |
| --- | ------ | -------- | -------------------- |
| 12  | Србија | С        | Вељко Стојковић      |
| 13  | Србија | С        | Игор Костадионовић   |
| 14  | Србија | С        | Милан Ђенић          |
| 17  | Србија | С        | Јован Јовановић      |
| 19  | Србија | Н        | Владимир Стојиљковић |
| 21  | Србија | С        | Ненад Митровић       |
| 23  | Србија | С        | Стефан Ћуковић       |
| 24  | Србија | С        | Немања Ђорђевић      |
| 27  | Србија | Н        | Иван Јовић           |
| 30  | Србија | Н        | Милош Марковић       |

## Историја
Клуб је основан 1964. године. Пет пута прваци Јабланичке окружне лиге, прваци Нишке зоне 2008/2009. Прваци Зоне југ 2014/2015 